# San Francisco de Asís, Sultepec
San Francisco de Asís är en ort i kommunen Sultepec i delstaten Mexiko i Mexiko. Samhället hade 106 invånare vid folkräkningen 2020.